# Heinz Weixelbaum
Heinz Weixelbaum (17 gennaio 1949) è un ex sciatore alpino tedesco che gareggiò per la nazionale tedesca occidentale.

## Biografia
Specialista delle prove tecniche originario di Reit im Winkl, Weixelbaum esordì in Coppa del Mondo il 20 gennaio 1970 a Kranjska Gora in slalom gigante (34º); in Coppa Europa nella stagione 1972-1973 fu 3º nella classifica generale e 2º in quella di slalom speciale e in Can-Am Cup nella stessa stagione vinse le classifiche di discesa libera e di slalom speciale. In Coppa del Mondo ottenne due piazzamenti a punti, entrambi in slalom speciale nella stagione 1973-1974 (9º il 27 gennaio a Kitzbühel, 10º il 3 marzo a Voss), l'ultimo piazzamento il 6 marzo dello stesso anno a Zakopane nella medesima specialità (22º) e prese per l'ultima volta il via il 19 gennaio 1975 a Kitzbühel ancora in slalom speciale, senza completare la prova; non prese parte a rassegne olimpiche o iridate.

## Palmarès

### Coppa del Mondo
- Miglior piazzamento in classifica generale: 49º nel 1974

### Coppa Europa
- Miglior piazzamento in classifica generale: 3º nel 1973[2]

### Can-Am Cup
- Vincitore della classifica di discesa libera nel 1973
- Vincitore della classifica di slalom speciale nel 1973[senza fonte]